# コンスタンチン・ルベンチェンコ
コンスタンチン・ドミトリエヴィチ・ルベンチェンコ（Константин Дмитриевич Лубенченко、Konstantin Dmitrievich Lubenchenko、1945年10月27日 - ）は、ソビエト連邦およびロシアの政治家。モスクワ西郊モジャイスク出身。
1973年モスクワ大学法学部を卒業する。最後のソ連最高会議連邦会議（連邦院）議長を務めた。2000年ロシア連邦議会下院・国家会議のロシア政府全権代表。
ロシア地域銀行協会副会長。